# Suerbach
Der Suerbach  (Gewässerkennzahl [GWK]: 3218) ist ein orografisch rechter Zufluss zur Werse in Nordrhein-Westfalen. Der 6,6 km lange Bach entspringt in der Bauerschaft Eickendorf der Stadt Drensteinfurt und mündet nach einem westlichen Verlauf nördlich von Drensteinfurt in der Bauerschaft Nartorp in die Werse. Er hat ein Einzugsgebiet von 5,5 km².